# Skrīveri
Skrīveri è un comune della Lettonia appartenente alla regione storica della Livonia di 4.117 abitanti (dati 2009).